# W85
La W85 es una ametralladora pesada de origen chino. Dispara la munición soviética 12,7 × 108 mm. No debe ser confundida con la Tipo 85, otra ametralladora china del mismo calibre pero con un diseño diferente. 
La W85 fue diseñada para ser lo más ligera posible para uso por la infantería. Su pequeño receptor es de sección transversal generalmente rectangular y tiene un tubo de gas grueso debajo del cañón que contiene un pistón de gas convencional. Además de las miras abiertas, tiene rieles para ópticas o miras antiaéreas. Dispara rondas de 12,7 × 108 mm desde cintas y es más precisa que la ametralladora pesada Tipo 54, pero el cañón más delgado se sobrecalienta más rápido. En las pruebas, la W85 perdió ante la Tipo 85 como arma de infantería y no fue aceptada en servicio con EPL.
Aunque la W85 no fue aceptada en el servicio chino, años más tarde fue adoptada una variante llamada QJC-88. La QJC-88 se introdujo como una ametralladora montada en afustes para tanques y vehículos blindados. Pesa lo mismo, se dispara por solenoide y está montada en una base especial que permite ángulos de elevación de -5 a + 65 °.